# Eva Leinweberová
Eva Leinweberová (* 27. února 1973 Olomouc) je česká herečka.

## Životopis
Vyrůstala v Prostějově. Vystudovala pražskou DAMU, ještě před studiem hrála v brněnském Divadle Husa na provázku. Po absolvování DAMU působila pět let v Divadle Nablízko. Dále dlouhodobě spolupracuje s Divadlem Minor, účinkovala v Divadle Aqualung, Klicperově divadle, v posledních letech hraje v Městských divadlech pražských a hostuje v Národním divadle, například v divadelní hře Valerie a týden divů.
Širšímu publiku se představila v roce 2006 v roli Jituš v komedii Jiřího Vejdělka, Účastníci zájezdu. Od té doby se začala objevovat v mnoha filmech i televizních seriálech, ztvárnila například Fabiánovou v Ženách v pokušení, Karolínu Sovovou v Doktoru Martinovi, Vlastu Snopovou v Hvězdách nad hlavou nebo Radku Južanovou v Osadě.

## Filmografie

### Film
| Rok  | Název filmu                                              | Role                             |
| ---- | -------------------------------------------------------- | -------------------------------- |
| 1998 | Převeliké klanění právě narozenému Jezulátku aneb Betlém | selka                            |
| 2005 | Hrubeš a Mareš jsou kamarádi do deště                    | středně stará prostitutka Eva T. |
| 2006 | Účastníci zájezdu                                        | Jituš                            |
| 2006 | Radio Kebrle                                             | Vlaďka Kokešová                  |
| 2007 | Vratné lahve                                             | účetní                           |
| 2007 | ROMing                                                   | úřednice                         |
| 2008 | Mr. Johnson                                              | sousedka                         |
| 2009 | Hodinu nevíš…                                            | MUDr. Malcová                    |
| 2010 | Ženy v pokušení                                          | Fabiánová                        |
| 2011 | Muži v naději                                            | zdravotní sestra                 |
| 2012 | Okresní přebor – Poslední zápas Pepika Hnátka            | MUDr. Marie Stíhlová             |
| 2013 | Něžné vlny                                               | květinářka                       |
| 2016 | Bezva ženská na krku                                     | pozůstalá                        |
| 2016 | Ani ve snu!                                              | psycholožka                      |
| 2017 | 8 hlav šílenství                                         | knihovnice                       |
| 2018 | Tátova volha                                             | sestra                           |
| 2018 | Ten, kdo tě miloval                                      | zdravotní sestra                 |
| 2019 | Teroristka                                               | magistra                         |
| 2020 | Štěstí je krásná věc                                     | Vlasta                           |
| 2020 | Příliš osobní známost                                    | ekonomka                         |
| 2021 | Kurz manželské touhy                                     | Průšová                          |

### Televize
| Rok       | Název                 | Role                        | Poznámky                      |
| --------- | --------------------- | --------------------------- | ----------------------------- |
| 2002      | O ztracené lásce      | Veruna                      |                               |
| 2002      | Večery Analogonu      | účinkující                  |                               |
| 2006      | Letiště               | průvodkyně                  |                               |
| 2008      | Soukromé pasti        | zdravotní sestra Simona     | díl: DNA jako důkaz           |
| 2010      | Comeback              | úřednice na pracovním úřadě | díl: Zlatá ledvina            |
| 2010      | Zázraky života        |                             |                               |
| 2013      | Sanitka 2             | dispečerka Zuzana Kohoutová |                               |
| 2013      | Škoda lásky           | paní Hladká; manželka       | díly: Manželka a Mokré tričko |
| 2014      | Neviditelní           | členka vodnické rady        |                               |
| 2014      | Nevinné lži           | šéfová Libora               | díl: Moje pravda              |
| 2015      | Rudyho má každý rád   | Eva                         | díl: Kdo je tady krasavec     |
| 2015–2016 | Doktor Martin         | Karolína Sovová             | vedlejší role                 |
| 2016      | Polda                 | Erika Rašková               | díl: Hvězda nad Prahou        |
| 2017      | Trpaslík              | učitelka tělocviku          | vedlejší role                 |
| 2018      | Vzteklina             | doktorka Niklová            |                               |
| 2018      | Tátové na tahu        | Suchá                       |                               |
| 2018      | Pouť                  | učitelka Zdráhalová         |                               |
| 2018      | Dáma a Král           |                             | díl: Smrt na dlouhých vlnách  |
| 2018      | Specialisté           | kpt. Renata Sobotková       | díl: Náklad smrtí             |
| 2019      | Krejzovi              |                             | díl: Lidské bingo             |
| 2019      | Princip slasti        | Denisa                      | díl: Epizoda 7                |
| 2019      | Strážmistr Topinka    | Karolína Sovová             | vedlejší role                 |
| 2019      | Policie Modrava       | Božena Kortusová            | díl: Nešťastná láska          |
| 2021      | Osada                 | Radka Južanová              | hlavní role                   |
| 2021      | Hvězdy nad hlavou     | Vlasta Snopová              | vedlejší role                 |
| 2021      | Dvojka na zabití      | Světlá, matka Karolíny      | vedlejší role                 |
| 2021      | Ochránce              | radní Petráčková            | díl: Džungle před tabulí      |
| 2021      | Liga mužské moudrosti | Marcela Bulatá              | internetový seriál            |
| 2022      | Špunti na cestě       | Ivana                       | vedlejší role                 |
| 2022      | Chlap                 | Lenka Trčková               | vedlejší role                 |